# José Orlando Bretão
José Orlando Bretão (Angra do Heroísmo, 14 de Abril de 1939 — Angra do Heroísmo, 24 de Outubro de 1998) foi um  advogado, dramaturgo e estudioso do folclore açoriano, em especial das danças de Carnaval e das festividades do Espírito Santo. Distinguiu-se como advogado do movimento sindical e como defensor da democracia durante o Estado Novo.